# Comuna Barvinkî, Malîn
Barvinkî (în ucraineană Барвінки) este o comună în raionul Malîn, regiunea Jîtomîr, Ucraina, formată din satele Barvinkî (reședința), Novobratske și Zahreblea.

## Demografie
Componența lingvistică a comunei Barvinkî
     Ucraineană (99,35%)
     Alte limbi (0,64%)
Conform recensământului din 2001, majoritatea populației comunei Barvinkî era vorbitoare de ucraineană (99,35%), existând în minoritate și vorbitori de alte limbi.